# Calopteryx atrocyana
Calopteryx atrocyana är en trollsländeart som först beskrevs av Fraser 1935.  Calopteryx atrocyana ingår i släktet Calopteryx och familjen jungfrusländor. Inga underarter finns listade i Catalogue of Life.